# Penicillium variabile
Penicillium variabile är en svampart som beskrevs av Sopp 1912. Penicillium variabile ingår i släktet Penicillium och familjen Trichocomaceae.   Inga underarter finns listade i Catalogue of Life.